# Bersama
Bersama is een geslacht uit de familie Melianthaceae. De soorten uit het geslacht komen verspreid voor in Afrika ten zuiden van de Sahara.  

## Soorten
- Bersama abyssinica Fresen.
- Bersama lucens (Hochst.) Szyszył.
- Bersama palustris L.Touss.
- Bersama stayneri Phillips
- Bersama swinnyi Phillips
- Bersama swynnertonii Baker f.
- Bersama tysoniana Oliv.
- Bersama yangambiensis L.Touss.